# 2006年世界房車錦標賽澳門站
2006年世界房車錦標賽澳門站是2006年度世界房車錦標賽的第十站賽事，正式比賽在2006年11月19日於澳門東望洋賽道上舉行。這是歷來第二次在澳門舉行賽事。第一回合由寶馬車隊的派奧勝出，第二回合由寶馬車隊的約克·梅拿勝出。